# 卢森堡地理
卢森堡位于西欧内陆，地势北高南低，东邻德国，南接法国，北部和西部同比利时接壤。北部为阿登高原，森林茂密，南部为丘陵。
气候温和，因北大西洋暖流影響，為温带海洋性气候，风景优美。首都卢森堡有“花都”之称。铁矿丰富。这里也是中世纪的要塞。
最高点为克内夫山，海拔约560米。它比布格普拉茨山高1米，而布格普拉茨山通常被错误地认为是卢森堡的最高点。